# Güler Sabancı
Güler Sabancı, född 1955 i Adana i Turkiet, är en turkisk företagsekonom.
Sabancı är för närvarande (2015) ordförande i styrelsen för det familjekontrollerade Sabancı Holding, det näst största industriella och finansiella konglomeratet i Turkiet.

## Biografi
Güler Sabancı är dotter till Ihsan Sabancı och hans hustru Yüksel. Efter gymnasiet på TED Ankara College i Ankara, utbildade hon sig i företagsekonomi vid Bogazici University i Istanbul med examen 1978. Hon har också genomgått utbildning i avancerad företagsledning vid Harvard University.
Sabanci började sin yrkeskarriär på Las SA, ett familjeägt bolag i Kocaeliprovinsen för produktion av bildäck. Hon utsågs därefter till VD för Kord SA, en position hon höll i 14 år. Därefter blev hon medlem av styrelsen för Sabancı Holding med ansvar för däcks- och armeringsmaterialgruppen, samt personalansvarig.
Sabancı är grundare och ordförande för Sabancıuniversitet och ordförande i styrelsen för Sabancı Foundation, en ledande privat stiftelse i Turkiet.

## Uppmärksamhet
Güler Sabancı är den första och enda kvinnliga medlemmen i European Round Table of Industrialists (ERT). I oktober 2013 höll hon andraplatsen på tidskriften Fortunes lista över de 50 mäktigaste kvinnorna i näringslivet (utanför USA). För 2014 var hon av tidskriften Forbes placerad som den 60:e mäktigaste kvinnan i världen.
År 2012 utsågs Sabancı till ledamot i styrelsen för FN:s Global Compact, FN:s högsta rådgivande organ för nya företag, civilsamhället samt fack- och arbetsgivarorganisationer.
Sabanci har fått flera utmärkelser för filantropi och ledarskap, såsom David Rockefeller Bridging Leadership Award, Clinton Global Citizen Award, Raymond Georis Innovative filantrop Award och European School of Management Responsible Leadership Award.

## Utmärkelser och priser
2007 - Belgien: Order of Leopold II
2009 - Spanien: Order of Civil Merit
2010 - Österrike: Silbernes Ehrenkreuz der Republik Österreich
2010 - Frankrike: National Order of the Legion av Honour

### Priser
- 2006 - USA: hedersdoktor vid Drexel University
- 2007 - USA: Corporate Partner Award av American – Turkish society
- 2009 - EU: Raymond Georis Prize for Innovative Philanthropy av Europeiska unionens råd
- 2011 - Österrike: Schumpeter Preis till minne av den berömde österrikiska ekonomen Joseph A. Schumpeter
- 2011 - Tyskland: ESMT Responsible Leadership Award av European School of Management and Technology
- 2011 - USA: Clinton Global Citizen Award av Clinton Foundation